# Морошкин, Сергей Фёдорович
Моро́шкин Серге́й Фёдорович (1844—1900) — русский юрист, адвокат, судья Харьковской судебной палаты.

## Биография
Родился 6 мая 1844 года в Москве. В 1865 году окончил юридический факультет Московского университета.
Сын профессора Федора Лукича Морошкина, внук поэта Николая Диомидовича Оранского.
В период с 1865 по 1867 годы работал в московском архиве Министерства юстиции Российской империи под руководством Н. В. Калачова, в канцелярии московского окружного суда, товарищем прокурора в Харькове.
После этого на протяжении почти 20 лет был «одним из выдающихся» присяжных поверенных округа Харьковской судебной палаты. После создания в 1874 году Совета присяжных поверенных при Харьковской судебной палате С. Ф. Морошкин был сначала товарищем председателя, а затем председателем Совета присяжных поверенных.
В 1887 году его назначили членом (судьёй) Харьковской судебной палаты, а в начале 1890-х годов ему предлагали должность председателя департамента палаты, но он отказался, считая, что есть более достойные кандидаты.
Умер 25 июня 1900 года[по какому календарю?] в Карачёвке Харьковской губернии.